# Zemižizň
Zemižizň (latinsky Semisisnus) byl přední moravský velmož za doby Velké Moravy.
Pocházel snad z urozené a bohaté vrstvy obyvatelstva. Byl jediným moravským velmožem, jenž je znám jménem, patrně rovněž působil jako poradce a diplomat velkomoravského panovníka Svatopluka. Podle historika Lubomíra Emila Havlíka byl Zemižizň zřejmě čelným hospodářem Svatoplukova dvora. Roku 880 byl Zemižizň knížetem Svatoplukem vyslán v čele poselstva společně s arcibiskupem Metodějem a Wichingem do Říma za papežem Janem VIII. na synodu, na níž měl Metoděj vysvětlit své učení. Další informace o něm nejsou známy.